# Kostas Arvanitis
Kostas Arvanitis é um político grego que actualmente actua como membro do Parlamento Europeu pela Coligação da Esquerda Radical.